# Johnson County (Texas)
Das Johnson County ist ein County im Bundesstaat Texas der Vereinigten Staaten. Das U.S. Census Bureau hat bei der Volkszählung 2020 eine Einwohnerzahl von 179.927 ermittelt. Der Sitz der County-Verwaltung (County Seat) befindet sich in Cleburne. Das County gehört zu den Dry Countys, was bedeutet, dass der Verkauf von Alkohol eingeschränkt oder verboten ist.

## Geographie
Das County liegt nordwestlich des geographischen Zentrums von Texas, auf halber Strecke nach Oklahoma und hat eine Fläche von 1.902 Quadratkilometern, wovon 13 Quadratkilometer Wasserfläche sind. Es grenzt im Uhrzeigersinn an folgende Countys: Tarrant County, Ellis County, Hill County, Bosque County, Somervell County, Hood County und Parker County.

## Geschichte
Johnson County wurde am 13. Februar 1854 aus Teilen des Ellis County, Hill County und Navarro County gebildet und die Verwaltungsorganisation am 7. August gleichen Jahres abgeschlossen. Benannt wurde es nach Middleton Tate Johnson (1810–1866), einem Kommandeur der Texas Rangers und Politiker. Johnson war  Abgeordneter in den State Legislatures von Alabama und der Republik Texas. Während des Mexikanisch-Amerikanischen Kriegs kämpfte er in der Schlacht von Monterrey. Obwohl er ein Gegner der Sezession durch die Südstaaten war, hob er während des amerikanischen Bürgerkriegs ein texanisches Kavallerieregiment für die Konföderierte Armee aus.
Acht Bauwerke und Bezirke im County sind im National Register of Historic Places („Nationales Verzeichnis historischer Orte“; NRHP) eingetragen (Stand 25. November 2021), darunter das Johnson County Courthouse und der Cleburne Downtown Historic District.

## Demografische Daten

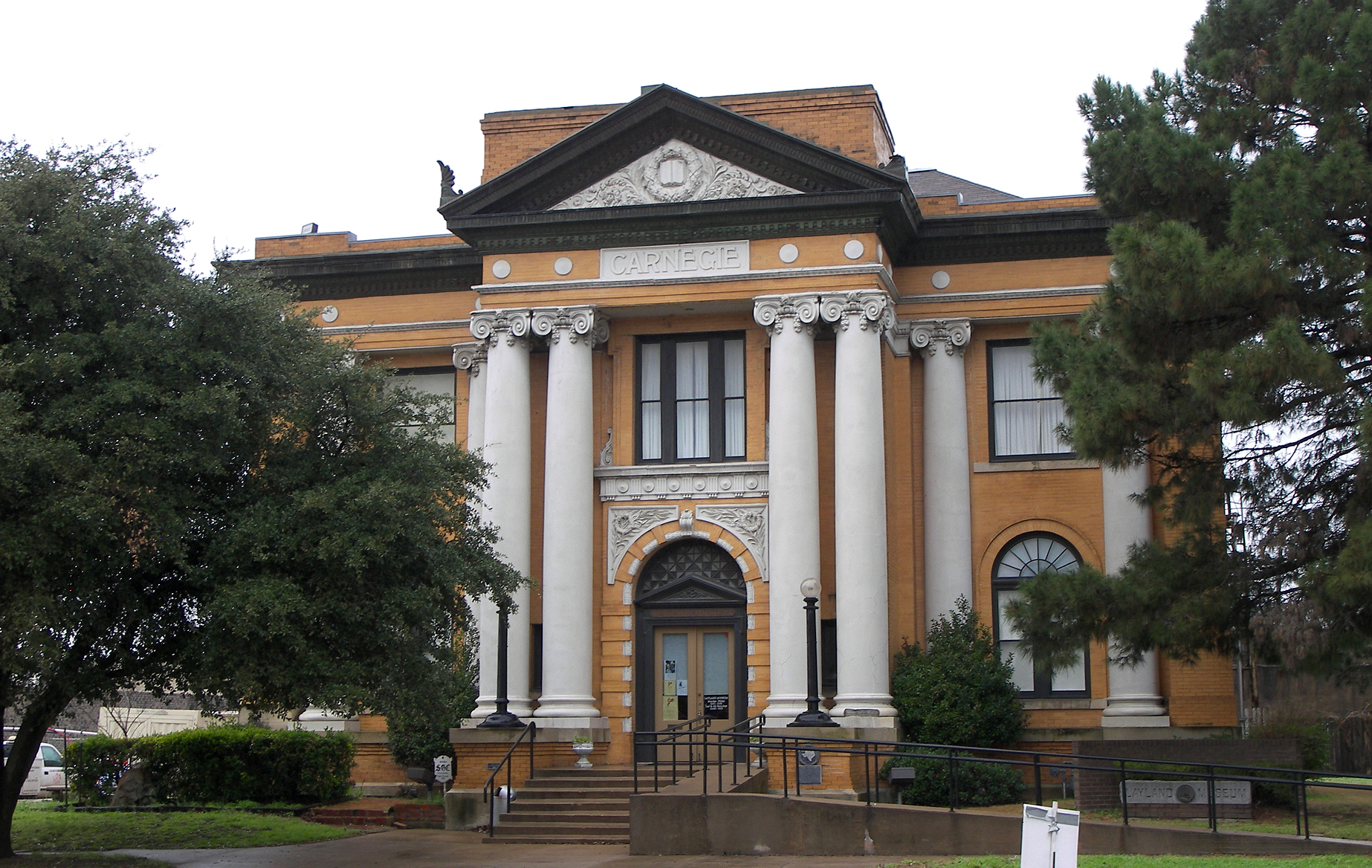
Die Carnegie Library, gelistet im NRHP mit der Nr. 76002042

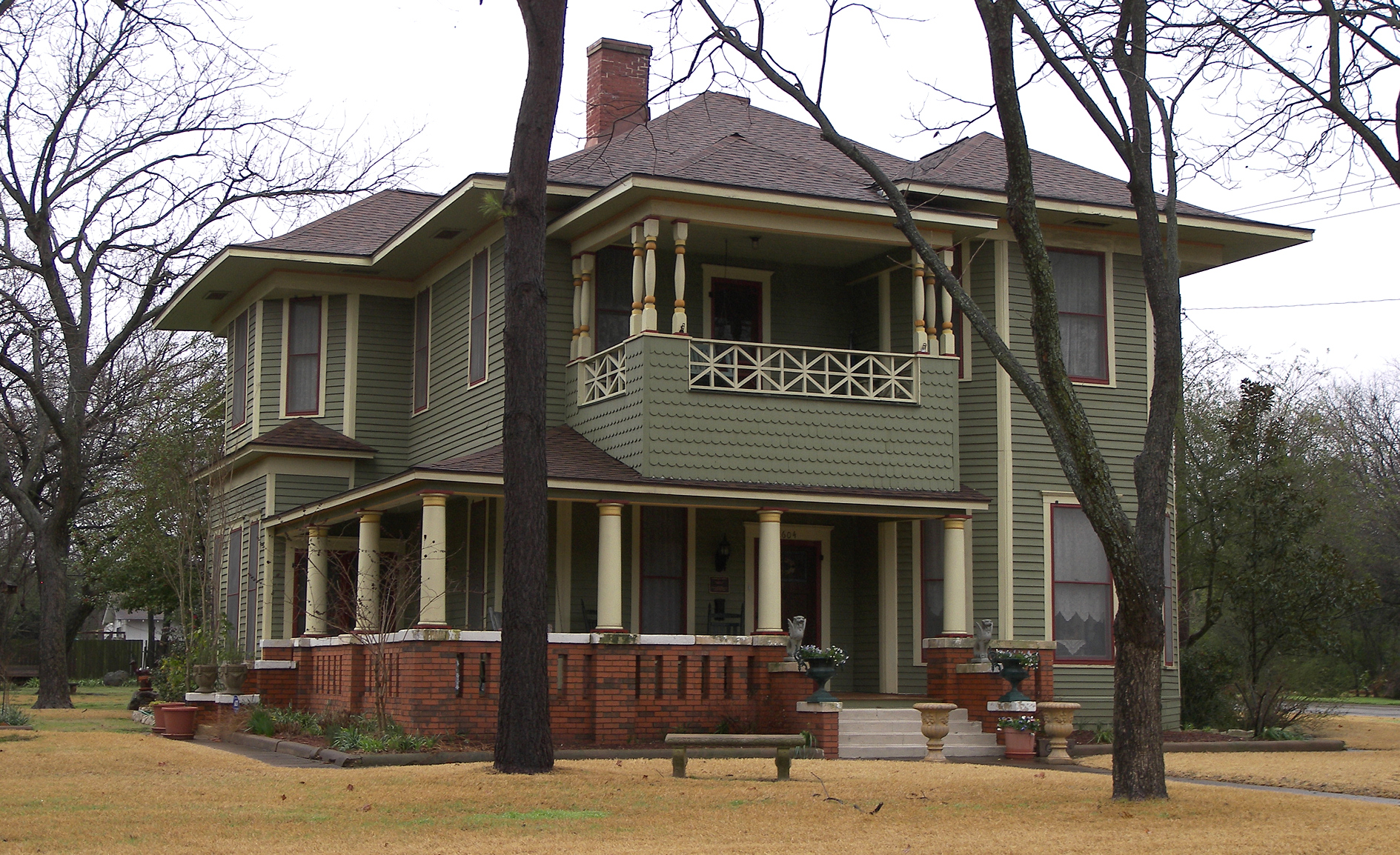
Das Joiner Long Haus, gelistet im NRHP mit der Nr. 03000558

Nach der Volkszählung im Jahr 2000 lebten im Johnson County 126.811 Menschen; es wurden 43.636 Haushalte und 34.428 Familien gezählt. Die Bevölkerungsdichte betrug 67 Einwohner pro Quadratkilometer. Ethnisch betrachtet setzte sich die Bevölkerung zusammen aus 90,01 Prozent Weißen, 2,50 Prozent Afroamerikanern, 0,64 Prozent amerikanischen Ureinwohnern, 0,52 Prozent Asiaten, 0,18 Prozent Bewohnern aus dem pazifischen Inselraum und 4,52 Prozent aus anderen ethnischen Gruppen; 1,63 Prozent stammten von zwei oder mehr Ethnien ab. 12,12 Prozent der Einwohner waren spanischer oder lateinamerikanischer Abstammung.
Von den 43.636 Haushalten hatten 39,5 Prozent Kinder oder Jugendliche, die mit ihnen zusammen lebten. 64,7 Prozent waren verheiratete, zusammenlebende Paare, 10,0 Prozent waren allein erziehende Mütter und 21,1 Prozent waren keine Familien. 17,3 Prozent waren Singlehaushalte und in 6,9 Prozent lebten Menschen im Alter von 65 Jahren oder darüber. Die durchschnittliche Haushaltsgröße betrug 2,85 und die durchschnittliche Familiengröße betrug 3,20 Personen.
28,8 Prozent der Bevölkerung war unter 18 Jahre alt, 8,8 Prozent zwischen 18 und 24, 30,2 Prozent zwischen 25 und 44, 22,3 Prozent zwischen 45 und 64 und 10,0 Prozent waren 65 Jahre alt oder älter. Das Medianalter betrug 34 Jahre. Auf 100 weibliche Personen kamen 99,7 männliche Personen und auf 100 Frauen im Alter von 18 Jahren oder darüber kamen 97,1 Männer.
Das jährliche Durchschnittseinkommen eines Haushalts betrug 44.621 USD, das Durchschnittseinkommen einer Familie betrug 49.963 $. Männer hatten ein Durchschnittseinkommen von 36.718 $, Frauen 25.149 $. Das Prokopfeinkommen betrug 18.400 $. 6,9 Prozent der Familien und 8,8 Prozent der Einwohner lebten unterhalb der Armutsgrenze.

## Städte und Gemeinden
| - Alvarado - Burleson - Cleburne | - Godley - Grandview - Joshua | - Keene - Lillian | - Rio Vista - Venus |